# レッドナイト (2003年の映画)
『レッドナイト』（原題：Rencontre avec le dragon、英題：The Red Knight）は、フランス、ルクセンブルクの映画作品。

## キャスト
| 役名                           | 俳優                     | 日本語吹替 |
| ------------------------------ | ------------------------ | ---------- |
| レッドナイト                   | ダニエル・オートゥイユ   | 内田直哉   |
| フェリックス                   | ニコラス・ノーレ         | 浪川大輔   |
| ラウル                         | セルジ・ロペス           | 島香裕     |
| ジゼラ                         | エマニュエル・ドゥヴォス | 日高奈留美 |
| メスブレード                   | ジルベール・メルキ       | 黒田崇矢   |
| イザベル・ド・ヴァンタドゥール | クロード・ペロン         | 山口由里子 |

- その他の声の吹き替え：篠原大作／羽多野渉／／田中完／坂口候一／伊牟田大／大内和代／土谷麻貴／岩崎洋介／石川貴之